# Калистрат Гревенски
Калистрат (на гръцки: Καλλιστράτος) е православен духовник, митрополит на Охридската архиепископия от втората половина на XVI век.

## Биография
Изследователят на Вселенската патриаршия, патриаршеският хартофилакс Мануил Гедеон пише в „Патриаршески писма“, че Калистрат се споменава като гревенски митрополит в едно писмо на митрополит Дионисий Рали.